# 2981 Chagall
2981 Chagall è un asteroide della fascia principale. Scoperto nel 1981, presenta un'orbita caratterizzata da un semiasse maggiore pari a 3,1520025 UA e da un'eccentricità di 0,1712661, inclinata di 0,86571° rispetto all'eclittica.
Dal 15 maggio al 13 luglio 1984, quando 3043 San Diego ricevette la denominazione ufficiale, è stato l'asteroide denominato con il più alto numero ordinale. Prima della sua denominazione, il primato era di 2939 Coconino.
L'asteroide è dedicato al pittore bielorusso naturalizzato francese Marc Chagall.